# Vilhjálmur Alvar Þórarinsson
Vilhjálmur Alvar Þórarinsson (Reykjavík, 13 marzo 1985) è un arbitro di calcio islandese.

## Carriera
Ha debuttato in Úrvalsdeild il 27 giugno 2010. Nel 2012 ha arbitrato un match di seconda serie svedese tra Ljungskile e Umeå FC. Nel 2015 ha inoltre diretto un match di 1. divisjon, il secondo livello del campionato norvegese di calcio, tra Strømmen e Ullensaker/Kisa. A livello internazionale ha esordito il 2 luglio 2015 dirigendo l'incontro valido per le qualificazioni di Europa League tra Atlantas e Beroe. 
A livello di nazionali maggiori ha esordito il 7 giugno 2016 dirigendo l'incontro amichevole tra Spagna e Georgia, mentre in partite ufficiali ha diretto l'incontro valido per la UEFA Nations League 2018-2019 tra Andorra e Kazakistan.